# Terčenka popelavá
Terčenka popelavá (Mollisia cinerea (Batsch) P. Karst.,  1871) je drobná dřevokazná nejedlá houba z čeledi kožatkovitých.

## Synonyma
- Peziza cinerea Batsch, 1786

## Popis
- Plodnice terčenky popelavé má 0,05–0,2 cm v průměru. Tvar je miskovitý, někdy až nepravidelně talířkovitý.
- Vnitřní část je šedá až šedomodrá.
- Vnější část je šedohnědá s bělavým okrajem a je jemně vločnatá

## Výskyt
Roste v dubnu až říjnu na tlejícím dřevu listnatých stromů.
Nejedlá houba